# Yuya Nakamura
Yuya Nakamura (中村 祐哉 Nakamura Yūya?, nacido el 22 de junio de 1987 en Nagasaki) es un exfutbolista japonés. Jugaba de centrocampista y su último club fue el V-Varen Nagasaki de Japón.

## Trayectoria

### Clubes
| Club             | País  | Año         |
| ---------------- | ----- | ----------- |
| Honda FC         | Japón | 2010 - 2012 |
| Kyoto Sanga FC   | Japón | 2013        |
| V-Varen Nagasaki | Japón | 2014        |

## Estadística de carrera

### J. League
| Club             | Año   | J. League | J. League | Copa J. League | Copa J. League | Total | Total |
| Club             | Año   | Part.     | Goles     | Part.          | Goles          | Part. | Goles |
| ---------------- | ----- | --------- | --------- | -------------- | -------------- | ----- | ----- |
| Kyoto Sanga FC   | 2013  | 16        | 0         | -              | -              | 16    | 0     |
| V-Varen Nagasaki | 2014  | 9         | 0         | -              | -              | 9     | 0     |
| Total            | Total | 25        | 0         | 0              | 0              | 25    | 0     |